# Шарлемань-Боде, Жан-Батист
Жан-Батист Шарлемань-Боде (Иоган Бати Бодэ; фр. Jean Baptiste Charlemagne-Baudet; 1734, Руан — 15 августа (26 августа) 1789, Санкт-Петербург) — французско-русский скульптор, академик орнаментной скульптуры.
Родился в 1734 году в городе Руане. В царствование императрицы Екатерины II переселился в Санкт-Петербург, будучи вызван в числе других иностранцев для исполнения скульптурно-декоративных работ при постройке Большого Царскосельского дворца. Кроме этого дворца, его работы встречаются и в других загородных дворцах, строившихся в то время, а также в большой церкви Зимнего дворца, в римско-католической церкви святой Екатерины, в музее Академии художеств и другие.
15 декабря 1785 года Академия Художеств по просьбе Шарлеманя допустила его к соисканию на звание академика. Заданная ему «мраморная ваза величиной в один аршин с четвертью с фруктами и цветами» была вскоре им исполнена (украшала потом балюстраду конференц-зала Академии), но присуждение звания почему-то затянулось и состоялось лишь 12 сентября 1794 года — через 5 с лишним лет после смерти художника. Из-за этого Совет Академии решил «удостоверение сие отдать наследникам его».
Похоронен на Волковском лютеранском кладбище. Отец И. И. Шарлеманя и Л. И. Шарлеманя, а также Маргариты Шарлемань, вышедшей замуж за архитектора Луиджи Руска.